# Tạ Tấn
Nghệ sĩ ưu tú Tạ Tấn sinh năm 1925, tên thật là Tạ Duy Thái, quê ở La Phù, Hoài Đức (Hà Tây cũ), nay là Hà Nội. Ông thuộc thế hệ những người đầu tiên góp phần thành lập Trường Âm nhạc Việt Nam (nay là Học viện Âm nhạc Quốc gia Việt Nam) và là người có công mở lớp guitar chuyên nghiệp đầu tiên ở nước ta (1956-1965). Ông cũng sớm biên soạn sách tự học guitar và chuyển soạn thành công nhiều bản dân ca cho guitar.
Ngoài guitar, Tạ Tấn còn đam mê điêu khắc và hội họa, với tư cách là hội viên Hội Mỹ thuật Việt Nam. Với đôi bàn tay tài hoa, Tạ Tấn đã biến những gốc sắn cong queo thành những bức tượng có đời sống riêng, sinh động, độc đáo. Khoảng 300 bức điêu khắc, tượng gốc sắn và nhiều tác phẩm hội họa của Tạ Tấn đã được bày tại các cuộc triển lãm trong nước.
Nhà giáo ưu tú, nghệ sĩ guitar, họa sĩ, nghệ sĩ điêu khắc Tạ Tấn lặng lẽ từ trần hôm 14/3/2012 sau một thời gian lâm bệnh, hưởng thọ 87 tuổi.